# Carcelia laxifrons
Carcelia laxifrons là một loài ruồi trong họ Tachinidae.